# 大分県道409号下恵良九重線
大分県道409号下恵良九重線（おおいたけんどう409ごう しもえらここのえせん）は、大分県宇佐市から玖珠郡九重町に至る一般県道である。

## 概要
宇佐市院内町から日出生台を通り、玖珠郡九重町へ至る一般県道である。恵曽川・松木川に沿って走行し、恵曽の滝・竜門の滝などの名瀑がみられる。大分県道679号川上玖珠線との重複区間は日出生台演習場の北縁を通る。大字岩室の玖珠清掃センター付近では、玖珠駐屯地から日出生台演習場へ続く、コンクリート舗装された玖珠戦車道の末端部を構成し、409号から日出生台演習場へ戦車が出入りする。

### 路線データ
- 起点：大分県宇佐市院内町大字下恵良[1]（国道387号交点）
- 終点：大分県玖珠郡九重町大字右田[1]（国道210号交点）

## 路線状況

### 重複区間
- 大分県道679号川上玖珠線（玖珠郡玖珠町大字日出生 - 玖珠郡玖珠町大字岩室）

## 地理

### 通過する自治体
- 宇佐市
- 玖珠郡玖珠町
- 玖珠郡九重町

### 交差する道路
| 交差する道路                         | 市町村名 | 市町村名 | 交差する場所     | 交差する場所 |
| ------------------------------------ | -------- | -------- | ---------------- | ------------ |
| 国道387号                            | 宇佐市   | 宇佐市   | 院内町大字下恵良 | 起点         |
| 大分県道679号川上玖珠線 重複区間起点 | 玖珠郡   | 玖珠町   | 大字日出生       |              |
| 大分県道679号川上玖珠線 重複区間終点 | 玖珠郡   | 玖珠町   | 大字岩室         |              |
| 大分県道678号書曲野田線              | 玖珠郡   | 九重町   | 大字松木         |              |
| 国道210号                            | 玖珠郡   | 九重町   | 大字右田         | 終点         |

### 交差する鉄道
- 久大本線

### 沿線
- 南院内郵便局（宇佐市院内町下恵良）
- 宇佐市立南院内小学校（宇佐市院内町下恵良）
- 上恵良温泉（宇佐市院内町上恵良）
- 恵曽の滝（宇佐市院内町羽馬礼）
- 宇佐市立南院内小学校羽馬礼分校（宇佐市院内町羽馬礼）
- 陸上自衛隊日出生台演習場（玖珠町大字日出生 - 玖珠郡玖珠町大字岩室）
- 小野原ダム（玖珠町大字日出生）
- 玖珠町立日出生台小学校小野原分校（玖珠町大字日出生）
- 小野原簡易郵便局（玖珠町大字日出生）
- 日出生ダム（玖珠町大字日出生）
- 日出生川（玖珠町大字日出生）
- 玖珠清掃センター（玖珠郡玖珠町大字岩室）
- 竜門の滝（玖珠郡九重町大字松木）
- JR九州久大本線 恵良駅（玖珠郡九重町大字右田）
- 恵良郵便局（玖珠郡九重町大字右田）
- 八鹿酒造（玖珠郡九重町大字右田）